# Herb Oławy

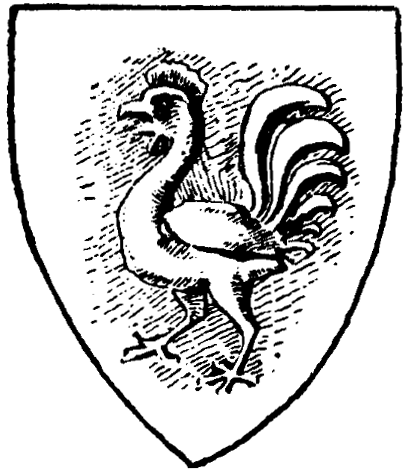
Herb z roku 1300 należący do Szybana von Der – sędziego na dworze Henryka III głogowskiego

Herb Oławy – jeden z symboli miasta Oława w postaci herbu.  Herb znajduje się także na fladze miasta

## Wygląd i symbolika
Herb przedstawia na czerwonej tarczy herbowej srebrnego koguta, kroczącego w lewą stronę. Kogut posiada złoty grzebień.

## Historia
Istnieją w tradycji dwie hipotezy tłumaczące genezę tego herbu:
1. Łącząca się z osadnictwem walońskich tkaczy na terenie Oławy i z herbem Walonii – czerwonym kogutem na złotym polu.
2. Wywodząca herb miejski od rycerskiego herbu czeskiej rodziny Olav, której znakiem rodowym był czarny kogut na srebrnym polu.

Zarówno pierwsza jak i druga z tych hipotez nie wyjaśnia jednak widocznej różnicy w wyglądzie wspomnianych herbów w stosunku do herbu Oławy.
Różnica polega na tynkturze godła i tarczy herbowej, co dla heraldyki stanowi podstawowe źródło identyfikacji herbu.
Herb Oławy jest identyczny pod względem merytorycznym z polskim herbem szlacheckim noszącym nazwę – Kur biały.
Co daje podstawę do wiązania genezy herbu Oławy z osobą Jana z Kurowa – rycerza Konrada I głogowskiego, będącego w 1266 właścicielem wsi Kurów Wielki w powiecie polkowickim, lub z postacią Szybana von Der – sędziego na dworze Henryka III Głogowskiego, mylnie utożsamianego z Szybanem Taderem – kasztelanem zamku Świny, wymienionym przez Piekosińskiego w książce Heraldyka polska wieków średnich (Kraków 1899), gdzie przywołany jest dokument opatrzony pieczęcią z wizerunkiem herbu z kogutem z 1300.

## Kontrowersje
Na temat herbu Oławy wypowiadali się również współcześni heraldycy, odnosząc się do błędnego ustawienia godła w tarczy herbowej, we współczesnym wizerunku symbolu miasta. Według Adama Heymowskiego, kogut będący godłem w herbie Oławy powinien być, zgodnie z zasadami heraldyki, obrócony w prawą stronę.